# Viannos
Viannos (Grieks: Βιάννος) is een gemeente (dimos) in het zuidoosten van de Griekse bestuurlijke regio (periferia) Kreta. De zetel van de gemeente is in de plaats Ano Viannos.

## Economie
Het belangrijkste landbouwproduct zijn olijven. Er worden ook bananen verbouwd. Tevens speelt het toerisme een niet onbelangrijke economische rol.

## Bezienswaardigheden
- Agia-Pelagiakerk in Ano Viannos, gebouwd in 1360, met fresco's
- Agios-Georgioskerk nabij Ano Viannos, gebouwd in 1401, met fresco's van Ioannis Moussouros
- Agios-Georgioskerk in Embaros, gebouwd in 1436-1437, met fresco's van Manuel Phokas
- Folkloremuseum in Ano Viannos

## Galerij

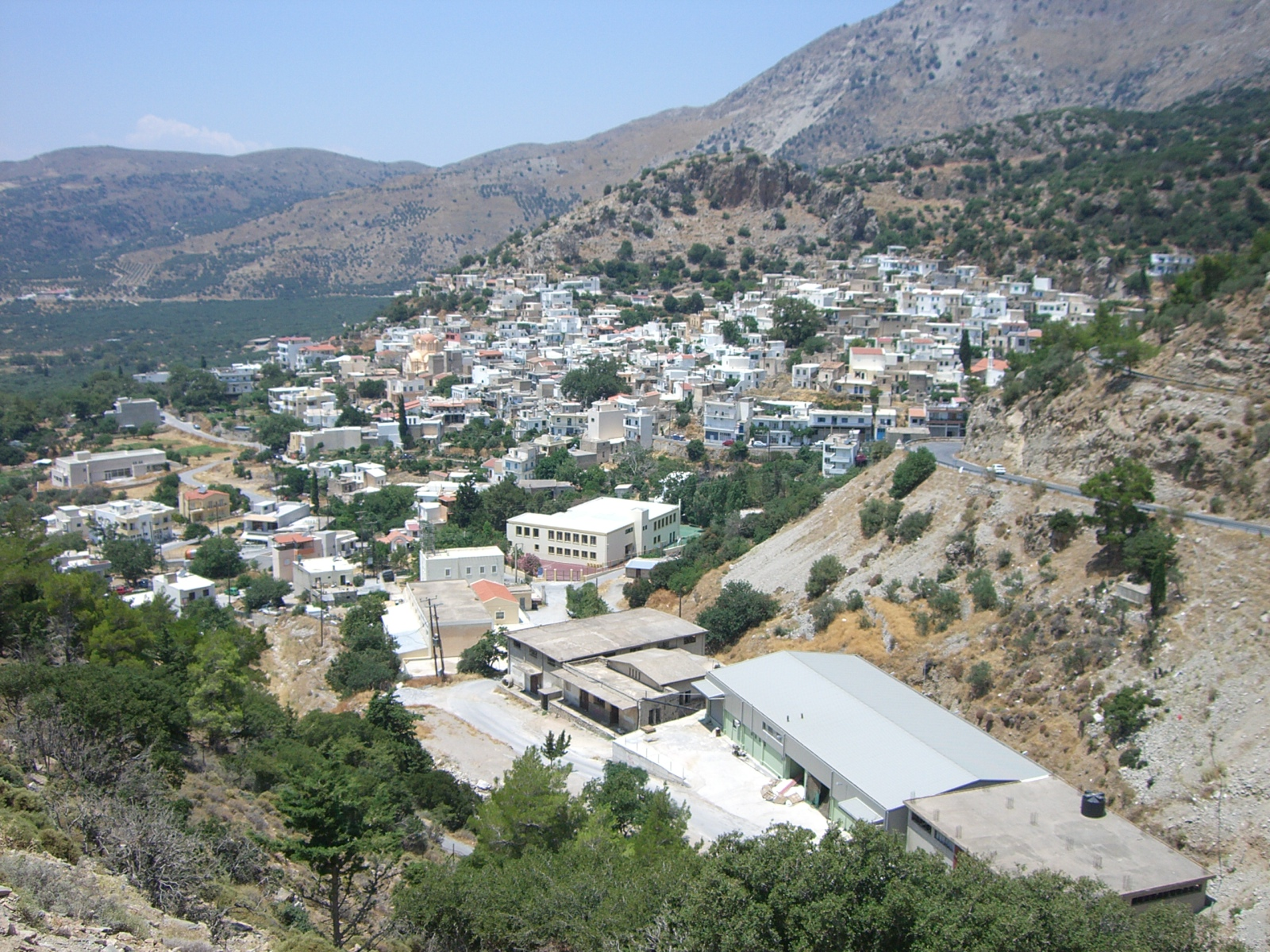
Het dorpje Ano Viannos
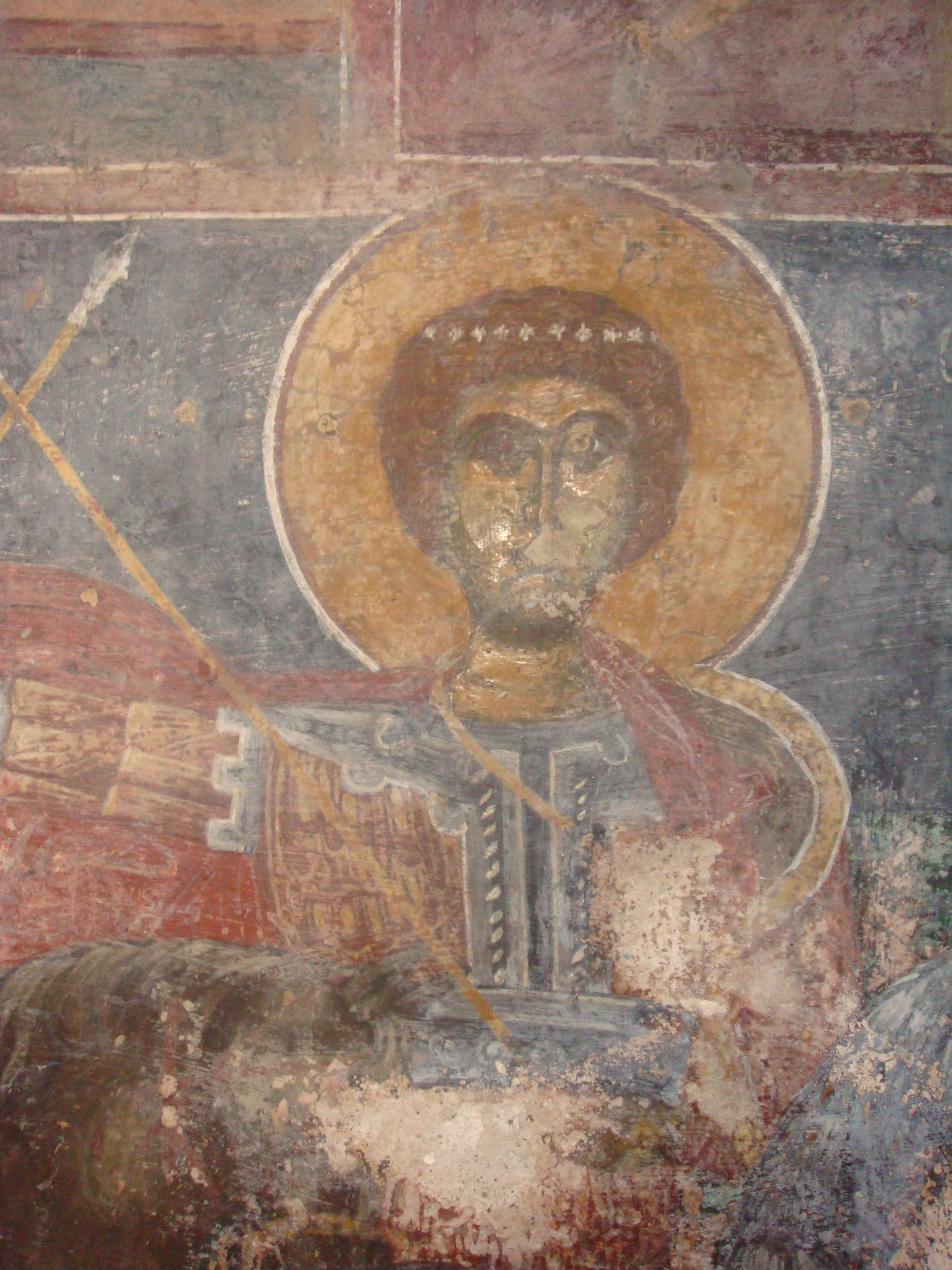
Fresco in de Agia-Pelagiakerk